# Robert Mitchell (muzyk)
Robert Mitchell (ur. 28 listopada 1971 w Ilford) – brytyjski muzyk jazzowy, pianista, kompozytor, autor tekstów i kurator festiwali jazzowych.
Koncentruje się na innowacyjnych formach jazzu. Nagrywał solo lub z własnym kwintetem albo triem "Panacea", a także jako członek formacji Omara Puente, Normy Winstone, Steve’a Colemana, Grega Osby’ego oraz Courtneya Pine’a. Swoimi występami solowymi otwierał koncerty m.in. Branforda Marsalisa i Wayne’a Shotera. Utworzył także własny zespół "Epiphany 3" (muzycy towarzyszący to: kontrabasista Tom Mason i perkusista Saleem Raman). 
Wydał osiem albumów autorskich w przeciągu dwudziestu lat. Jako muzyk towarzyszący brał udział w ponad stu projektach. Koncertował w ponad trzydziestu krajach świata. Zdobył m.in. "Jazz on 3 Innovation Award" (2004). W 2016 nagrał płytę "Vigil For Justice, A Vigil For Peace", która poza Wielką Brytanią została po raz pierwszy zaprezentowana w Polsce, gdzie koncertowo zadebiutował w Poznaniu (styczeń 2017).